# アイドル専門チャンネルPigoo
アイドル専門チャンネルPigoo（アイドルせんもんチャンネルピグー）は、つくばテレビが運営する女性アイドルや声優などが出演するガールズエンタテインメント専門チャンネル。スカパー!プレミアムサービスで視聴可能である。

## 概要
2010年6月1日、「Pigoo HD」（ピグーエイチディー）のチャンネル名でつくばテレビが番組を供給、スカパー・ブロードキャスティングが衛星一般放送事業者としてスカパー!HD（現・スカパー!プレミアムサービス）Ch.663にて放送開始した。
放送開始時は基本的には同じくつくばテレビが運営しているエンタ!371と同一内容であったが、一部番組は放送時間帯が異なっていた。また、R指定番組を放送しない（2015年1月現在はドラマの一部がR-15指定）ため、深夜帯を中心に別番組（過去にエンタ!371で放送されていた番組を含む）を放送していた。
Pigoo HD開局に合わせて、チャンネルイメージガール「Pigooジェニック」としてグラビアアイドル4人（濱田准・前山奈津巴・門田はつき・山咲まりな）を選出、Pigoo HDおよびエンタ!371で彼女たちが出演する番組が放送されていた。
エンタ!371時代はレースクイーンのバラエティ番組も構成されていたが、Pigoo開局後は声優による番組に切り替えていった。
Pigoo開局からマスコットキャラクターに「ピグーちゃん」（頭に衛星アンテナを2つ付けている）を起用している。
2010年12月15日より、J:COMオンデマンドの見放題パック「Pigoo HDガールズエンタメ セレクト」で一部番組を配信している。
2012年1月より、エンタ!371では放送されない番組（「フォンチー21歳のハローワーク」など）が放送開始。
2012年4月には、さらに番組編成がエンタ!371と異なる内容となり、エンタ!371とサイマル放送されるのは一部番組のみとなっている。
2013年5月1日、チャンネル名を『アイドル専門チャンネルPigoo』に変更。アイドル専門と銘打つことでアダルトチャンネルの部類に入るエンタ!959（2012年9月29日放送開始、エンタ!371のHD版）・371との差別化を図るようになる。この日よりエンタ!959とのパック・セット「アイドル&アダルトセット」の販売を開始。
2013年7月1日、スカパー!プレミアムサービス光への供給を開始。
2013年10月、AKIBAカルチャーズ劇場のオープンに伴い、同劇場からの生中継を開始した（2023年12月まで中継していた）。
2016年12月1日、スカパー!プレミアムサービスの衛星一般放送事業者がスカパー・ブロードキャスティングからスカパー・エンターテイメントに変更した。

## 番組編成
主に下記の種類の番組が放送されている。(2025年1月時点)
- オリジナル番組
  - アイドル、タレント出演番組[2]
  - 声優出演番組[3] - Phonon制作の番組。
- アイドルライブ中継[4]
  - @JAM - 開催数か月後に録画放送[5]。(@JAM EXPO、@JAM無印 アイドルDay、@JAM the Field、@JAM PARTYなどを放送。)
- イメージビデオ - DVD、BDなどのパッケージされたグラビアアイドルのイメージビデオをそのまま放送。一部に視聴年齢制限がある「着エロ」なども放送[6]。

## 終了した番組編成
- アイドルライブ中継
  - AKIBAカルチャーズ劇場 - 平日夜は生中継が行なわれていた[7][8]。
    - AKIBAカルチャーズ劇場増刊号 - 平日夜の公演を再編集して日曜日にまとめて放送していた[9]。

## オリジナル番組一覧
2025年1月時点。
番組のほとんどは30分ないし60分番組で月1〜2回放送。月2回放送の番組も含めて初回放送から1ヶ月間リピート放送。

### アイドルグループ出演番組
- 生のアイドルが好き（田村真佑、矢久保美緒〈乃木坂46〉）2013年5月1日 -
- アイチャレ！ 2024年8月16日 -

### 声優出演番組
Phonon制作の番組。
- 大西亜玖璃の「あなたにアグリー」（大西亜玖璃）2020年7月18日 -

## 放送されたライブ
AKIBAカルチャーズ劇場、@JAM以外のライブの放送がされる事もある。
- 乙女Rocketsスプリットツアー2015 SPRING（仙台[10]、名古屋[11]、大阪[12]、東京[13]）- 乙女新党、Party Rockets
- Party Rocketsワンマンライブ～REVOLUTION～[14]
- Party Rockets GTワンマンライブ～Dream on Dreamers[15]
- Mix Cultures
- ハコイリ♡ムスメ1stコンサート（～青春の音符たち～[16]、～私たちの宝バコ～[17]）

## 放送された映画、ドラマ
稀に放送されている。
- 鐘が鳴りし、少女達は銃を撃つ - 浅川梨奈主演[18]
- 真夜中の闇にうごめく私は、寡黙な戦士[19]
- アイドル都市伝説（オムニバスドラマ、2012年）[20]
- ハーフブリード・クロニクル[21]
- ブラコン！僕と妹のノゾミ
- ミスケンにおまかせ - 高坂琴水主演
- ミスケンにおまかせ2～ホラーな合宿大作戦～ - 高坂琴水主演　2024年6月2日より初回放送でチャンネル内で放送。
- 春夏秋冬-ひととせ-

## 終了したバラエティ番組
エンタ!959・371で放送している（いた）番組については「エンタ!959#主なコンテンツ（番組）」、「エンタ!959#放送を終了した番組」も参照の事。
△印はかつてエンタ!959・371でも放送されていた番組。

## オンデマンド放送
Pigooが運営している「Pigooオンデマンド」とでのオンデマンドサービスが行なわれている。以前はスカパー!オンデマンドでも視聴可能だったが、同サービスとともに終了。

### Pigooオンデマンド
月額定額制で見放題の対象となるのは公開後約一ヶ月間。それよりも過去の番組は単品販売、いわゆるPPV(14日間視聴可能)となる。

### スカパー!オンデマンド
スカパー!プレミアムサービス加入者が追加料金なしで利用可能。放送後約一週間視聴可能。それよりも過去の番組は視聴不可。